# Cyprien Richard
Cyprien Richard, född 27 januari 1979 i Thonon les Bains, Frankrike, är en fransk alpin skidåkare.
Richard har tagit fyra pallplaceringar i världscupen. Alla i storslalom. En av dem var en seger, i Adelboden, Schweiz 2011. Två av dem kom i italienska orten Alta Badia, en andraplats 2010 och en tredjeplats 2009. Dessutom har han en tredjeplats i Bormio 2008.

## Världscupsegrar
| Datum          | Plats     | Gren       |
| -------------- | --------- | ---------- |
| 8 januari 2011 | Adelboden | Storslalom |